# Ha-Jisra'elim
Ha-Jisra'elim (hebrejsky הישראלים‎, doslova „Izraelci“) je izraelská mimoparlamentní politická strana zaměřená nejprve na reformu volebního systému, v kampani před volbami v roce 2013 pak na zájmy ruskojazyčných imigrantů.

## Program a historie strany
Stranu založil před volbami roku 2009 politolog Gide'on Doron jako subjekt prosazující radikální reformu volebního systému v Izraeli. Mělo být zavedeno 60 jednomandátových volebních obvodů, v nichž by se volilo většinovým způsobem po vzoru Velké Británie. Zbylých 60 křesel v Knesetu by se volilo stávajícím poměrným systémem. Strana tak chtěla přispět k větší akceschopnosti vlády a omezit nestabilitu mnohačetných koalic. V parlamentních volbách roku 2009 její kandidatura nebyla úspěšná. Dostala jen 856 hlasů (0,03 %).
Ha-Jisra'elim se účastnila i předčasných parlamentních voleb v lednu 2013. Nyní ovšem pod původním názvem působil jiný subjekt. Stranu vedl David Kon a prezentovala se jako obhájce zájmu ruskojazyčných přístěhovalců. Strana kritizovala příklon strany Jisra'el bejtejnu ke straně Likud a opuštění samostatné platformy pro ruskojazyčné imigranty. Se ziskem 18 939 hlasů (0,50 %) ovšem opět nedosáhla na parlamentní zastoupení.